# Verband Historischer Eisenbahnen Schweiz
Der Verband Historischer Eisenbahnen Schweiz, abgekürzt HECH, französisch: Union des Chemins de Fer historiques Suisse, ist ein in der Schweiz tätiger Verband, der die angeschlossenen Vereine beim Betrieb historischer Schienenfahrzeuge und der dazugehörenden Bahninfrastruktur unterstützt. Angeschlossen sind nicht nur Vereine, sondern verschiedene Eisenbahngesellschaften, deren historischer Fahrzeugpark Inhalt des Geschäftskonzeptes ist sowie Industrieunternehmen mit entsprechendem Tätigkeitsgebiet. 

## Zielsetzung
Der Verband bietet eine umfassende Unterstützung beim Erhaltung und den Betrieb des historischen Erbes des Schienenverkehrs sowohl für Lokomotiven, Triebwagen, Reisezugwagen, Güterwagen, Schienentraktoren, Dienstwagen wie auch der betreffenden Bahn-Infrastrukturen. Dies für Schmalspurbahnen wie Normalspurbahnen, Trams und Feldbahnen.
Über den Verband wird auch die gesetzliche Haftpflicht der angeschlossenen Vereine sichergestellt, die für den Betrieb entsprechender Fahrzeugen und Museumsbahnstrecken darauf angewiesen sind. Dieses Angebot der Haftpflichtversicherung, die der Verband seinen Mitgliedern in enger Zusammenarbeit mit dem Versicherer des öffentlichen Verkehrs, abgekürzt VVST, anbietet, war auch die Ursache zur Verbandsgründung im Jahre 1995.

## Mitglieder
Der Verband umfasst 70 Mitglieder, darunter 57 eigentliche Museumsbahnvereine, Tramvereine oder Vereine mit einzelnen Schienenfahrzeugen.